# Dwayne Johnson
Dwayne Johnson (anglès: Dwayne Douglas Johnson)  (Hayward, 2 de maig de 1972) és un actor i lluitador professional estatunidenc. Es va exercir com a lluitador professional per a la WWE fins a la seva retirada oficial el 2019, amb l'objectiu de centrar-se en la seva carrera artística.
Johnson ha participat en una gran diversitat de pel·lícules sent premiat en força d'elles, sent el seu paper com Luke Hobbs a The Fast and the Furious un dels més reconeguts, així com Black Adam per a la seva cinta independent Black Adam i a Jumanji benvinguts a la jungla.
Entre els seus èxits com a lluitador es destaquen deu Campionats Mundials: vuit com a Campió de la WWE i dos com a Campió de la WCW. També va ser dues vegades Campió Intercontinental de la WWE i cinc vegades Campió Mundial a Parelles. També va ser el guanyador del Royal Rumble 2000 tot això ho torna Campió de les Tres Corones.
El primer paper protagonista de Johnson en una pel·lícula va ser a The Scorpion King el 2002. Per això, li van pagar 5,5 milions de dòlars, un rècord mundial per a un actor en el seu primer paper protagonista. Un dels seus papers més prominents és Luke Hobbs a la franquícia The Fast and the Furious. A més va organitzar i va produir The Hero, una sèrie de reality shows i des de llavors ha seguit produint programes de televisió i pel·lícules a través de la seva productora Seven Bucks Productions.
El 2013, La revista Forbes va nomenar Johnson el No. 25 entre les 100 celebritats més poderoses i ha estat entre els millors vint des de llavors. Va ser l'actor més ben pagat del món el 2016.
La revista Time el va nomenar una de les 100 persones més influents del món el 2016. El 2001, La revista Muscle & Fitness el va nomenar l'Home del segle.

## Biografia
Mentre estudiava a l'institut de Bethlehem, Pennsilvània, va començar a jugar a futbol americà amb la Freedom High School, on va jugar en una de les més competitives conferències de futbol americà.
Va rebre ofertes de beques d'alguns programes col·legials i va acabar escollint la Universitat de Miami. Va ser membre de l'equip de Campionat Nacional de la NCAA, els Miami Hurricanes, el 1990.
Primer es va casar amb la productora de televisió i dona de negocis d'ascendència cubana, Dany Garcia el 1997 divorciant-se el 2007. Dany (Daniela) García va néixer el 29 de novembre de 1968 a Miami.
Dwayne i Dany van donar la benvinguda a la seva filla Simona Alejandra Johnson el 14 d'agost de 2001 a Davie (Florida).

## Carrera com a lluitador

### Inicis
Després de la seva carrera com a jugador de futbol americà es va lesionar i després el van retirar de l'equip, Johnson va decidir seguir una carrera com a lluitador professional. El veterà lluitador Pat Patterson li va aconseguir a Johnson diversos combats de prova amb la World Wrestling Federation (WWF) en 1996. Sota el seu nom real, va derrotar a The Brooklyn Brawler en un espectacle de la casa el 10 de març i va perdre combats contra Chris Candido i Owen Hart. Després de lluitar a la United States Wrestling Association de Jerry Lawler sota el nom de Flex Kavana i guanyant el USWA World Tag Team Championship dues vegades amb Bart Sawyer a l'estiu de 1996. Johnson va signar un contracte amb la WWF i va rebre entrenament addicional de Tom Prichard, al costat d'Achim Albrecht i Mark Henry.

### World Wrestling Federation/Entertainment

#### 1996–1997: Debut i Campió Intercontinental
Johnson va debutar a la WWE amb el nom de Rocky Maivia, una combinació dels noms del seu pare i el seu avi. Se li va donar el sobrenom de "The Blue Chipper" i el seu llinatge es va utilitzar a la televisió, on se li va promocionar com el primer lluitador de tercera generació de la WWF. Va debutar a Monday Night Raw com a membre del seguici de Marc Mero el 4 de novembre de 1996 i el seu primer combat va tenir lloc a Survivor Series, el 17 de novembre, en un combat d'eliminació de vuit homes; va ser l'únic supervivent. El 13 de febrer de 1997, va guanyar el Campionat Intercontinental de Hunter Hearst Helmsley a Monday Night Raw. Va participar per primer cop en un combat deWrestleMania a WrestleMania 13 on va sortir victoriós en la seva defensa del Campionat Intercontinental contra The Sultan. Els fans de la WWF van començar a rebutjar el seu caràcter i a pressionar-lo des de l'empresa. Va derrotar Bret Hart per desqualificació en una defensa del títol en l'episodi del 31 de març de Raw is War. El públic es va tornar cada vegada més hostil cap a Maivia, amb càntics de "mor, Rocky, mor" i "Rocky fa pudor" durant els seus combats.

#### 1997-1998:Nation of Domination
Després de perdre el Campionat Intercontinental davant Owen Hart i de patir una lesió legítima al genoll en un combat contra Mankind, Maivia va tornar l'agost de 1997 i es va convertir en un antagonista per primera vegada en la seva carrera, arremetent contra els fans que li havien esbroncat i unint-se a Faarooq, D'Lo Brown i Kama a l'equip anomenat Nation of Domination. Aleshores es va negar a reconèixer el nom de Rocky Maivia, referint-se a si mateix en tercera persona com The Rock, encara que seguiria sent nomenat com a "The Rock" Rocky Maivia fins a 1998. A partir de llavors, The Rock va insultar regularment al públic, als artistes de la WWF i els entrevistadors en els seus promos.

### Retorn
El 14 de febrer de 2011, després de set anys, va fer el seu retorn a RAW. Aquella nit es va presentar com l'amfitrió de WrestleMania XXVII. A més, durant la seva promo, va insultar en repetides ocasions a John Cena. Després de diversos mesos inactiu, Cena el va escollir com a company en un combat en Survivor Sèries per enfrontar-se a The Awesome Truth (The Miz & R-Truth). En l'esdeveniment, ell i Cena es van alçar amb la victòria, però després del combat, li va aplicar un "Rock Bottom" a Cena. Després d'això, va deixar d'aparèixer en la WWE fins a principis de 2012, quan ell i Cena van reprendre el seu feu, tenint atacs verbals abans del seu enfrontament durant els episodis de RAW. En WrestleMania XXVIII, The Rock va derrotar a Sopar després d'un "Rock Bottom".
The Rock va tornar a Royal Rumble 2015 per salvar Roman Reigns de l'atac del Big Show i Kane.
El 25 de gener a Raw, va tornar a WWE per anunciar la seva participació en Wrestlemania 32, va tenir un acarament amb Rusev i va besar a Llana. Aquesta mateixa nit, va confrontar a The New Day al costat de The Usos. En aquest esdeveniment, va ser inclòs en una lluita contra Erick Rowan on va sortir victoriós marcant el rècord de la lluita més curta en un Wrestlemania (00:06). Després de la lluita, The Wyatt Family va tractar d'atacar però John Cena va tornar a la WWE després d'haver patit una lesió d'espatlla.

## Carrera com a actor
L'èxit de Johnson al quadrilàter, li va permetre arribar a la popularitat, apareixent com a convidat a la cançó "It Doesn't Matter" (que és una de les frases favorites de The Rock i del cantant de R&B Wyclef Jean), va aparèixer també al vídeo per a la cançó.
Aquest mateix any va participar com a convidat al programa Saturday Night Live, presentant als seus companys de lluita Triple H, The Big Show, i Mick Foley.
Segons Johnson, l'èxit del capítol va causar que comencés a rebre ofertes dels estudis de Hollywood.
Va participar com a actor convidat en les sèries de televisió Star Trek: Voyager i That '70s Show. La seva primera aparició cinematogràfica va ser una breu aparició al film The Mummy Returns, l'èxit de taquilla d'aquest, va portar a una preqüela, El rei Escorpión, on va obtenir el paper principal. El seu següent treball hauria estat en el projecte de llargmetratge Johnny Bravo, però la producció es va suspendre.
Des del seu retir de WWE el 2004, va deixar la lluita i es va concentrar en la seva carrera cinematogràfica. No obstant això la seva empresa va continuar venent productes de la marca The Rock i Johnson sol aparèixer a les presentacions dels seus programes de televisió.
Va seguir amb les seves aparicions en cinema, lluint els seus talents i habilitats esportives, com a la pel·lícula The Game Plan, on interpreta el desafiant jugador de futbol americà Joe Kingman; ia la comèdia Superagent 86, com l'agent 23
Ha aparegut al Guinness Book of World Records (2007), per ser l'actor que ha rebut el sou més alt (5 milions de dòlars), en el seu primer rol cinematogràfic (The Mummy Returns).
El 2007 també va fer un cameo a la sèrie de Disney Channel: Hannah Montana protagonitzada per Miley Cyrus on s'interpretava a si mateix durant un episodi.
Va ser el presentador a la cerimònia de lliurament de premis Oscar 2008, per als millors efectes especials.
Va ser també nominat per al premi Kids' Choice Awards 2008, pel seu paper al film The Game Plan, que finalment va guanyar Johnny Depp, per Pirates of the Caribbean: At World's End. Ha col·laborat en el lliurament del premi Nickelodeon Kids' Choice Awards al març de 2009.
El 2011 apareix a la cinquena pel·lícula de la saga Fast & Furious anomenada Fast Five amb el paper de l'Agent Luke Hobbs, unint-se com a actor principal al costat de Vin Diesel i Paul Walker.
El 2012 apareix a Journey 2: The Mysterious Island al costat de Josh Hutcherson, Vanessa Hudgens, Luis Guzmán i Michael Caine.
El 2013 reapareix a la sisena pel·lícula de The Fast and the Furious, juntament amb Vin Diesel i Paul Walker aquesta vegada en tercer lloc. Aquest mateix any, i el 2014, va confirmar pel mateix ia través de DC Entertaiment, que està en negociacions finals per interpretar un personatge de DC Comics i New Line Cinema. En 2015 participa a la pel·lícula Fast and Furious 7 on va arribar a pesar 141 kg.
Des de 2011 amb el seu paper a Fast Five la seva fama i la seva carrera com a actor es va elevar a dalt de tot, repetint en diverses pel·lícules d'acció que van ser èxit a taquilla, algunes com Pain & Gain, GI Joe, Retaliation, Snitch, San Andreas, Fast and the Furious, etc.
La seva carrera com a actor a la pantalla petita es va basar en cameos en sèries, a més de la seva participació al programa de retransmissió de la WWE com a lluitador.
Actualment és el protagonista de la sèrie de televisió de la cadena nord-americana HBO Ballers en què interpreta Spencer Strasmore, un esportista retirat que ara es dedica a ajudar els esportistes d'elit perquè no desaprofitin els diners guanyats en gresques i allunyar-los dels escàndols. La sèrie ha tingut una gran acollida pel públic nord-americà. A Espanya la sèrie es retransmet per HBO a través de serveis de televisió per cable o satèl·lit.
A finals de l'any 2016, va estrenar la seva nova pel·lícula com a protagonista anomenada Moana que és una pel·lícula de Disney, al qual dona veu al personatge de Maui.
Johnson coproduirà i protagonitzarà The King, una pel·lícula sobre el rei Kamehameha Kūnuiākea, fundador i primer governant del Regne de Hawái'i. El projecte serà dirigit per Robert Zemeckis a partir d´un guió escrit per Randall Wallace.
La pel·lícula serà comparable al to de Braveheart, donat el treball de Wallace en les dues pel·lícules, i representarà el paper del rei a la resolució de les guerres entre les illes de Hawaii. The King començarà la producció el 2020. Johnson també està vinculat a produir / protagonitzar una seqüela de Big Trouble in Little China, així com el projecte en desenvolupament amb Shane Black enfocant-se en una nova interpretació de Doc Savage. L'abril de 2018, va anunciar que està treballant en una pel·lícula que inclourà Chris Pratt com el seu coprotagonista. El 14 de novembre de 2019, Johnson va anunciar una data de llançament del 22 de desembre de 2021 per a la pel·lícula independent Black Adam.

## Filmografia
| Any  | Títol                            | Personatge                   | Anotacions                     | Ref.          |
| ---- | -------------------------------- | ---------------------------- | ------------------------------ | ------------- |
| 1999 | Star Trek: Voyager               | Tsunkatse                    |                                |               |
| 2001 | The Mummy Returns                | Mathayus                     |                                |               |
| 2002 | The Scorpion King                | Mathayus                     |                                |               |
| 2004 | Walking Tall                     | Chris Vaughn                 |                                |               |
| 2005 | Be Cool                          | Elliot Wilhelm               |                                |               |
| 2008 | Superagent 86 de pel·lícula      | Agent 23                     |                                |               |
| 2009 | La muntanya embruixada           | Jack Bruno                   |                                |               |
| 2010 | Planet 51                        | Charles «Chuck» Baker        |                                |               |
| 2010 | The Other Guys                   | Christopher Danson           |                                |               |
| 2010 | Faster                           | Luke Hobbs                   |                                |               |
| 2011 | Fast Five                        | Luke Hobbs                   |                                |               |
| 2012 | Journey 2: The Mysterious Island | Hank Parsons                 |                                |               |
| 2013 | G.I. Joe: Retaliation            | Marvin F. Hinton / Roadblock |                                |               |
| 2013 | Fast & Furious 6                 | Luke Hobbs                   |                                |               |
| 2013 | Pain & Gain                      | Paul Doyle                   |                                |               |
| 2014 | Hercules                         | Hèrcules                     |                                |               |
| 2015 | San Andreas                      | Ray Gaines                   |                                |               |
| 2015 | Furious 7                        | Luke Hobbs                   |                                |               |
| 2017 | The Fate of the Furious          | Luke Hobbs                   |                                |               |
| 2017 | Baywatch                         | Mitch Buchannon              |                                |               |
| 2017 | Jumanji: Welcome to the Jungle   | Dr. Smolder Bravestone       |                                |               |
| 2018 | Rampage                          | Davis Okoye                  |                                |               |
| 2018 | Skyscraper                       | Will Sawyer                  | També productor                | [ 18 ]        |
| 2019 | Fighting with My Family          | D'ell mateix                 | També productor executiu       | [ 19 ] [ 20 ] |
| 2019 | Hobbs & Shaw                     | Luke Hobbs                   | També productor                | [ 21 ]        |
| 2019 | Jumanji: The Next Level          | Dr. Smolder Bravestone       | Postproducció; també productor | [ 22 ]        |
| 2020 | Jungle Cruise                    | Frank                        | Postproducció; també productor | [ 23 ]        |
| 2022 | Black Adam                       | Teth Adam / Black Adam       | També productor                |               |
| 2023 | Fast X                           | Luke Hobbs                   |                                |               |
| 2024 | Red One                          | Callum Drift                 |                                |               |

Només productor executiu
| Any  | Títol   | Ref.   |
| ---- | ------- | ------ |
| 2019 | Shazam! | [ 24 ] |

## Activisme
Johnson va assistir a la Convenció Nacional Demòcrata de 2000, com a part de la campanya no partidista de la WWE "Smackdown Your Vote", l'objectiu del qual era influir en els joves perquè votessin. També va tenir un paper d'orador a la Convenció Nacional Republicana de 2000 aquest mateix any.
El 2006, Johnson va fundar la Dwayne Johnson Rock Foundation, una organització benèfica que treballa amb nens en risc i amb malalties terminals. El 2 d'octubre de 2007, ell i la seva exesposa van donar $ 1 milió a la Universitat de Miami per donar suport a la renovació de les seves instal·lacions de futbol. La Universitat de Miami va renomenar el vestuari dels Huracans en honor de Johnson.] El 2015, Johnson va donar $ 1,500 a un GoFundMe per pagar la cirurgia d'un gos abandonat. El 2017, va donar 25.000 $ als esforços d'ajuda de l'huracà Harvey. El 2018, Johnson va donar un gimnàs a una base militar a Oahu, Hawaii.
Després de les inundacions de Hawaii el 2018, va treballar amb Malama Kauai, una organització sense ànim de lucre, per ajudar a reparar els danys causats per les inundacions. Johnson també ha treballat amb Make-A-Wish Foundation en diverses ocasions. 